# Campiglossa siphonina
Campiglossa siphonina este o specie de muște din genul Campiglossa, familia Tephritidae. A fost descrisă pentru prima dată de Mario Bezzi în anul 1918. Conform Catalogue of Life specia Campiglossa siphonina nu are subspecii cunoscute.